# Rutilotrixa westralica
Rutilotrixa westralica är en tvåvingeart som först beskrevs av Paramonov 1968.  Rutilotrixa westralica ingår i släktet Rutilotrixa och familjen parasitflugor. Inga underarter finns listade i Catalogue of Life.